# Vida (álbum de Sui Generis)
Vida é o álbum de estreia de Sui Generis, a dupla de rock argentino integrada por Charly García e Nito Mestre. Foi publicado no início de novembro de 1972 pela gravadora Talent/Microfón, herdou do vendedor independente Mandioca, depois de dois anos de esforço frutífero do grupo tentando encontrar uma empresa multinacional que se interessasse em seu projeto. Segundo Nito e Charly, Vida é um álbum puro e inocente, que - na opinião deles - apresenta alguns defeitos musicais e técnicos. 

## História

### Antecedentes
Sui Generis foi uma banda elétrica formada no Instituto Dámaso Centeno sob a luz do Swinging London e dos seguidores de La Cueva. Um projeto que logo se tornou uma dupla acústica. e, durante uma turnê por Mar del Plata, foi contratado por Jorge Álvarez para o selo Talent. Muito em breve, o fundador do selo Mandioca conseguiu incorporar Sui Generis no terceiro B.A Rock e garantir a sua participação em Rock hasta que se el sol, filme de Aníbal Uset. Num período dominado por bandas explosivas como Billy Bond y La Pesada del Rock and Roll, Color Humano, Pappo's Blues ou Pescado Rabioso, as músicas acústicas pareciam uma aposta arriscada. A primeira apresentação ao vivo da dupla foi documentada no filme de Uset. 

### Gravação
O primeiro álbum de um grupo é sempre bom, porque você o faz no seu estado mais puro e fresco. Até porque o primeiro emprego deve ser bom. Caso contrário, você não poderá gravá-lo.

 – Charly García
O álbum Vida foi gravado entre agosto e outubro de 1972, durante os intervalos nas sessões de gravação quase quotidianas de Billy Bond y La Pesada del Rock and Roll. A gravação realizou-se nos estudos Phonalex do bairro de Núñez, na Cidade de Buenos Aires, com a produção artística de Billy Bond. 
Quando a gravadora Talent o contratou, o Sui Generis era um grupo formado apenas por Charly e Nito, já que os demais integrantes da formação original haviam saído. Para dar um toque de eletricidade e força rock às músicas acústicas de seu repertório, o produtor Jorge Álvarez contou justamente com os integrantes do La Pesada, que eram os músicos mais requisitados da época como músicos de estúdio no cenário do rock argentino. Dessa forma, as contribuições artísticas de figuras históricas como o violonista Claudio Gabis e o baixista Alejandro Medina (ex-integrantes do Manal) e o violinista Jorge Pinchevsky podem ser percebidas nos arranjos das músicas de Vida. O único integrante da formação original do Sui Generis que participou das sessões foi o baterista Francisco Prati. 

### Lançamento e recepção
Tanto a capa quanto o conteúdo do álbum são honestos um com o outro. Na capa, dois adolescentes estão sentados na calçada. Sem dismo ou espetacularidade. A estética dessa foto é o que os japoneses chamariam de wabi. Pobreza voluntária e grande poder conceitual.

 – Fabián Casas em seu livro Ensayos Bonsái.
Canções curtas mas eficazes como “Amigo, vuelve a casa pronto” ou “Canción para mi muerte” mostram a solidez que o grupo, naquela época altamente influenciado pela estética folk rock, já possuía quando gravou o seu primeiro álbum. Com o passar dos anos, este álbum se tornaria um dos mais importantes da história do rock argentino. A letra de "Natalio Ruiz, el hombrecito del sombrero gris" pertence a Carlos Piégari, ex-integrante do grupo que contribuiu com algumas letras das músicas compostas por Charly. Outras músicas gravadas nas mesmas sessões não foram publicadas neste álbum, sendo incluídas em álbuns posteriores: "Un hada, un cisne" em Confesiones de invierno, "Pequeñas delicias de la vida conyugal" em Pequeñas anécdotas sobre las instituciones, "Espejos", "Monoblock" e "Cuando te vayas" em Sinfonías para adolescentes. 
A partir daí, a repercussão de Sui Generis construirá o primeiro crossover do rock argentino. A primeira conexão geracional que transcenderia os limites da Plaza Francia e sua consorte de “náufragos” em direção ao público que lotou o Luna Park durante sua despedida. Foi o início da carreira de García, que daria grandes frutos como artista solo nas décadas seguintes.
Em 2007, a revista Rolling Stone classificou o álbum como o 66º melhor álbum de rock argentino em sua lista dos 100 melhores álbuns de rock argentino. 

## Lista de faixas
| N.º            | Título                                          | Escritor(es)           | Duração |  |
| 1.             | "Canción para mi muerte"                        | García                 | 3:36    |  |
| 2.             | "Necesito"                                      | García                 | 2:11    |  |
| 3.             | "Dime quién me lo robó"                         | García                 | 6:28    |  |
| 4.             | "Estación"                                      | García                 | 1:31    |  |
| 5.             | "Toma dos blues"                                | García                 | 3:33    |  |
| 6.             | "Natalio Ruiz, el hombrecito del sombrero gris" | García, Carlos Piégari | 3:41    |  |
| 7.             | "Mariel y el capitán"                           | García                 | 2:43    |  |
| 8.             | "Amigo, vuelve a casa pronto"                   | García                 | 3:25    |  |
| 9.             | "Quizás, porque"                                | García                 | 2:16    |  |
| 10.            | "Cuando comenzamos a nacer"                     | García                 | 2:43    |  |
| 11.            | "Posludio" (Instrumental)                       | García                 | 1:06    |  |
| Duração total: | Duração total:                                  | Duração total:         | 33:53   |  |

- Em algumas edições posteriores de discos de vinil de 1974 pelo selo Microfon, a música "Mariel y el capitán" aparece erroneamente como "Mariel y el capital". [6]

## Ficha técnica
Sui Generis
- Charly García: Piano, órgão, guitarra acústica e voz
- Nito Mestre: Voz, guitarra acústica e flauta

Músicos de sessão
- Claudio Gabis: Guitarra e harmônica
- Alejandro Medina: Baixo
- Francisco Prati: Bateria
- Jorge Pinchevsky: Violino